# Бей, Эрих
Эрих Бей (нем. Erich Bey; 23 марта 1898 — 26 декабря 1943) — военно-морской деятель нацистской Германии, контр-адмирал, кавалер рыцарского креста железного креста.

## Биография
Добровольцем поступил в ВМФ Германской империи, и в 1916 году окончил военно-морское училище в Мюрвике.
Участник 1-й мировой войны, служил на большом крейсере «Фрейя», броненосце «Шлезвиг-Гольштейн», в 1918 году на миноносцах.
После демилитаризации армии вследствие Версальского договора оставлен на флоте. С 1 марта 1919 года командовал ротой 3-й морской бригады, с 1 июля 1920 года кадрированной корабельной дивизии «Остзее». С 31 марта 1922 года вахтенный офицер миноносца. В 1924—1925 годах руководил группой офицеров военно-морского училища в Мюрвике. С 28 сентября 1927 года командир миноносца Т-155. 1 сентября 1929 года переведён в распоряжение начальника Морского управления, где ему поручено заниматься вопросами обеспечения и улучшения миноносцев. В военно-морских кругах получил прозвище «отца торпедоносцев». С 27 сентября 1934 года советник Управления боевой подготовки ОКМ (ведал вопросами торпедоносцев). С 1 апреля 1937 года начальник боевой подготовки 2-й дивизии миноносцев и директор по строительству миноносцев на верфи «Блом унд Фосс» в Гамбурге.
С 26 октября 1938 года командир эсминца «Фридрих Ин». С 4 апреля 1939 года командир 4-й флотилии эскадренных миноносцев.
Участвовал в кампании против Норвегии, отличился в боях при Нарвике. 9 мая 1940 года награждён высшим отличием железного креста. После гибели Ф. Бонте 14 мая 1940 года занял пост командующего эскадренными миноносцами и одновременно командовал 6-й флотилией миноносцев (14 мая — 14 ноября 1940 года), боевой группой «N» в Северной Норвегии (9 ноября — 26 декабря 1943 года).
Погиб на борту флагмана группы, линейном корабле «Шарнхорст», в бою у Нордкапа. 26 декабря 1943 посмертно упоминался в Вермахтберихте.

### Звания
- фенрих цур зее (12 октября 1916 года)
- лейтенант цур зее (17 марта 1916 года)
- обер-лейтенант цур зее (1 апреля 1922 года)
- капитан-лейтенант (1 декабря 1928 года)
- корветтен-капитан (1 апреля 1935 года)
- фрегаттен-капитан (1 октября 1938 года)
- капитан цур зее (1 апреля 1940 года)
- коммодор (1 апреля 1942 года)
- контр-адмирал (1 марта 1943 года)

## Дополнительные награды
- Военный знак эсминца
- Щит «Нарвик».